# Гракхи
Гракхи (лат. Gracchi, одн. Гракх, лат. Gracchus) — давньоримська знатна сім'я, гілка плебейського роду Семпроніїв (лат. Sempronii), що висунулася в лави нової оптиматської аристократії.
- Тиберій Семпроній Гракх — консул 238 до н. е.
- Тиберій Семпроній Гракх був у III столітті до н. е. двічі консулом (215 і 213 до н. е.) і раз — цензором.
- Тиберій Семпроній Гракх — консул 177 і 163 до н. е.

Найвідоміші Гракхи — його сини, знамениті римські політичні діячі, соціальні реформатори:
- Тиберій Гракх (163–133 до н. е.)
- Гай Гракх (153–121 до н. е.)

По матері (Корнелії — дочки Сципіона Африканського) брати Гракхи примикали до знатного і освіченого гуртка Сципіонів, центру грецьких ідей і освіченості, у якому обговорювалися питання політичного, економічного і соціального характеру в застосуванні до існуючого ладу Римської республіки. Одруження обох братів на аристократках ще більше скріпило їхній зв'язок із впливовим у політичному світі середовищем. Вихованням і високими прагненнями брати Гракхи зобов'язані особливо матері, жінці шляхетній та освіченій.
Також відомий Луцій (?) Семпроній Гракх — консул-суффект 167 року н. е.